# Шаррен, Фанни
Фанни Шаррен (фр. Fanny Charrin; 1781, Лион — 5 июля 1854, Париж) — французская художница.

## Биография
Активно работала в Париже, где выставлялась в салонах с 1806 по 1824 год (в этот период её студия находилась по адресу 20 rue neuve d’Orléans, porte Saint-Denis). Снова выставилась в 1831 году на выставке изящных искусств в Валансьене, где была награждена бронзовой медалью и где один из критиков заявил: «Эти миниатюры — маленькие картины; цвета красивы, отделка прекрасна, фигуры хорошо прорисованы: не будет излишним наградить бронзовой медалью их славного автора».
Училась у Леге и Жака Огюстена, другом и одним из любимых учеников которого была. Огюстен неоднократно писал её портреты.
Также занималась росписью фигур на фарфоре для Севрской мануфактуры с 1814 по 1826 годы.
В конце своей карьеры давала частные уроки.
Фанни Шаррен упоминается в ряде изданий XIX века.

## Работы

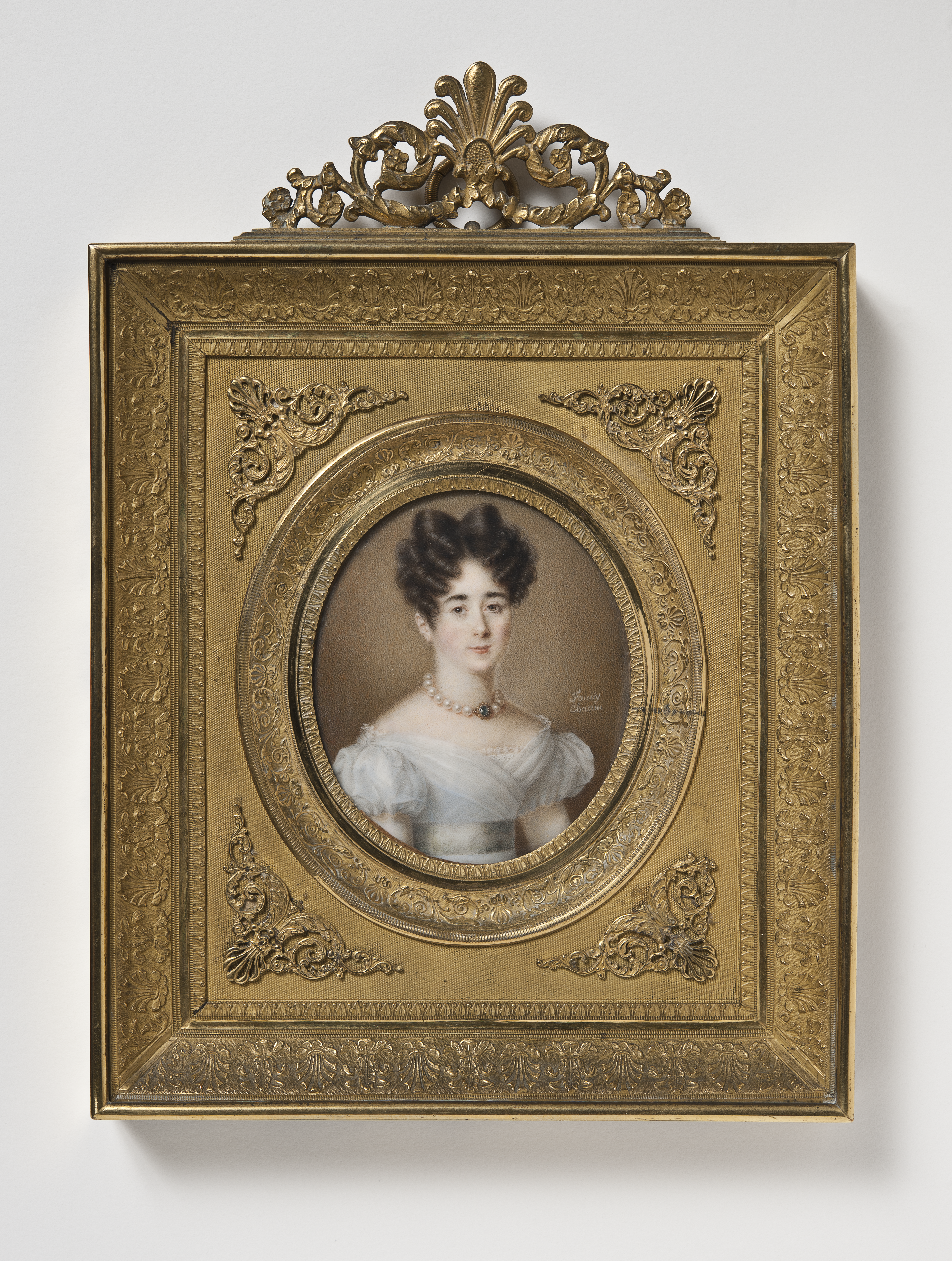
Портрет женщины с жемчужным ожерельем. Стокгольм, Национальный музей

- Портрет автора и его сестры, Салон 1806 года, работа под № 97.
- Портрет-бюст, миниатюра, салон 1806 г., работа под № 98.
- Три миниатюры, Салон 1808 г., работа под № 118
- Портрет господина де Лавуазье (?) в зелёном сюртуке, жёлтом жилете и белом галстуке, 1808 г., подписанная работа, фарфор, высота 6 cm, ширина 6 cm. Продажа Pierre Berge & Associés, 26 марта 2004 г. (лот 91).
- Несколько портретов, салон 1810 г., работа под № 157
- Большая миниатюра, салон 1814 г., работа под № 1346
- Мужчина в синем пальто с золотыми пуговицами и белом жилете, около 1815 г., подписанная работа, овальная, высота 4,8 cm . Распродажа в Лондоне, Южный Кенсингтон, 25 апреля 2006 г. (лот 1337).
- Молодой человек в ¾ бюста вправо в чёрном костюме, белом жилете, доходящем до скул, и белом галстуке, который носит несколько миниатюрных украшений на лацкане своего костюма, в том числе «Почётный легион», на фоне облачного неба, около 1820 г., подписанная работа, овальная, высота 7 cm, ширина 5,5 cm, прямоугольная форма: В. 11 cm, Ш. 9,7 cm. Распродажа Лемуан Бушар — Инв. 0023М.
- Портрет мадам графини де ***, Салон 1822 г., работа под № 223
- Портрет генерала ***, Салон 1822 г., работа под № 224
- Несколько портретов, салон 1822 г., работа под № 225
- Несколько портретов, салон 1824 г., работа под № 307
- Эскиз женщины, Салон изящных искусств в Валансьене, 1831 г., работа под № 91
- Портрет Анны Австрийской, Салон изящных искусств в Валансьене, 1831 г., работа указана под n 92 .
- Конный артиллерийский офицер Гвардии в поясе справа, на сером фоне, работа без даты, подпись, В. 7,7 cm , Ш. 6,5 cm . старый колл. Бернард Франк. старый колл. М. Куртуа, n . . Экспозиция : музей Монтелимара, От войны в кружевах к героическим атакам, 15 мая — 15 сентября 2006 г., кат. n 46 повторений. . Библия. : Лемуан-Бушар, Художники-миниатюристы, 2008, p. 154 респ. Продажа Drouot-Richelieu Chochon-Barré & Allardi, 16 июня 2009 г. (лот 249).
- Дама в розовом платье с объемными рукавами и золотым шарфом с изысканным жемчужным декором, жемчугом, который также украшает её шею и уши, и вуалью, надетой на волнистые светлые волосы, недатированная работа, копия Жана Петито (1607—1691), эмаль на слоновой кости, высота 4,9 cm. Распродажа Sotheby’s — Bonhams, Лондон, 22 ноября 2006 г. (лот № 57).
- Мадам де Севинье в белом платье с шалью цвета охры, чёрным бантом и жемчужными каплями на лифе и другими жемчужинами на шее и ушах, работа без даты, эмалью на слоновой кости, высота 3,9 cm Продажа Bonhams, Лондон, 22 мая 2003 г. (лот 27).
- Молодая женщина, бюст; белое платье и желтоватая фата, миниатюра на слоновой кости, В. 4,2 cm, Ш. 3,5 cm , Париж, Лувр (инв. : RF 153, лицевая сторона)[9].
- Портрет дамы в чёрном платье с футляром и золотым шнурком на талии. Работа без даты. Продажа Christie’s, Лондон.
- Маршал Ланн. Недатированная работа, подписанная, на слоновой кости, овальная, высота 11 cm, длина 8,5 cm. Продажа Fraysse and Associates, 22 октября 2008 г. (лот 16).